# James O’Barr
James O’Barr (Detroit, Michigan, 1960. január 1. –) amerikai képregényszerző, A holló (eredeti címén: The Crow) című képregénysorozat megalkotója. A holló motívumai és karakterei alapján David Bischoff regényt írt a műből.

## Fiatalkora és pályafutása
Árvaként nőtt fel, hétévesen került nevelőszülőkhöz. Nehéz gyermekkora miatt a fantázia világába menekült, fiatalon kezdett el képregényeket rajzolni.
1978-ban O’Barr menyasszonyát egy ittas sofőr gázolta halálra, esküvőjük előtt nem sokkal. Az akkor 18 éves O’Barr belépett a haditengerészethez és Németországban állomásozott, ahol önvédelmi kézikönyveket illusztrált a hadsereg számára. 1981-ben, még Berlinben élve kezdte el megalkotni A holló című képregényét, ezáltal enyhítve menyasszonya elvesztésének fájdalmát. A történetet személyes tragédiája mellett egy detroiti újságcikk is inspirálta, amely szerint egy olcsó jegygyűrű miatt gyilkoltak meg egy fiatal párt.
Miután leszerelt a hadseregtől, visszatért az Államokba és különböző munkákat végzett, mialatt folytatta a képregényrajzolást. Számos képregénykiadó elutasította A hollót, ezután O’Barr évekig nem foglalkozott a projekttel. Egy képregényüzletben kezdett el dolgozni, ahol a tulajdonos, Garry Reed elolvasta a művet és felajánlotta neki, hogy közösen kiadják a művet, megalapítva a Caliber Comics kiadót. A kiadó anyagi okok miatt nem tudott több kiadást elkészíteni, de 1989-ben a Tundra Publishing nevű kiadócég megszerezte a jogokat A holló kiadásához.
1992-ben fejeződött be a képregénysorozat, amely négy részből áll: Pain & Fear, Irony, Despair és Death. A holló lett az azóta már megszűnt Tundra Publishing történetének legsikeresebb képregénye. A képregényekből több mint 876 ezer példányt adtak el, amely az egyik legsikeresebb független képregénnyé tette a sorozatot.
Eredeti terve ellenére a sötét hangulatú és megdöbbentő módon erőszakos tartalmú képregény megalkotása nem segített O’Barrnak a személyes tragédia feldolgozásában. Egy 1994-es interjúban elmondta, „minden egyes oldal megrajzolásával egyre önpusztítóbbá váltam... vegytiszta düh sugárzik minden oldalból.”

### A hollófilmadaptációja (1994)
A képregények alapján 1994-ben készült el egy filmadaptáció, azonos címmel, amely újabb tragédiához vezetett: a forgatás során a főszereplő, Brandon Lee egy balesetben halálos lövést kapott. O’Barr tanácsadóként aktívan közreműködött a film elkészítésében, cameoszerepben az egyik jelenetben is feltűnik. Lee tragédiája után a filmért kapott honorárium legnagyobb részét lelkiismereti okokból jótékony célokra költötte.
Bár korábban ellenezte a film feldolgozásának gondolatát, egy 2014-es interjúban O’Barr arról nyilatkozott, segíteni fogja a film elkészítését (amely állítása szerint nem az 1994-es A holló feldolgozása, hanem az eredeti képregények hű adaptációja lesz, tiszteletben tartva a korábbi filmet, illetve Lee munkásságát) és beszélt annak részleteiről is.„Nem remake-eljük az eredeti filmet. Adaptáljuk a képregényt. Hasonló a helyzet, mint Lugosi Béla és Francis Ford Coppola Drakulájával. Ugyanazt az alapanyagot használják, mégis két teljesen más filmet készítettek belőle. A mi Hollónk a Taxisofőr-höz, vagy egy John Woo filmhez lesz közelebb. Valahol egyébként ez a lényege a Holló képregényeknek, hogy más-más sztorikat mesél el.”

### Gothik(2013)
A holló című film sikere után O’Barr egy posztapokaliptikus képregénysorozaton kezdett el dolgozni, mely a Gothik címet viseli. 2013 januárjában jelentette meg a Motionworks Entertainment első képregényes kiadásaként O’Barr Sundown című western képregényét, melyet az Óz, a csodák csodája és Sergio Leone stílusa inspirált. A mű Android és iOS operációs rendszereket használó eszközökön érhető el.

## Magyarul
- A holló. S szólt a holló...; David Bischoff regénye, James O’Barr karakterei alapján, ford. Szántai Zsolt, Sántha Dávid; Beneficium, Bp., 1998
- A holló, ford. Juhász Viktor; GABO, 2023